# Breitblättrige Steinlinde
Die Breitblättrige Steinlinde (Phillyrea latifolia) ist eine Pflanzenart aus der Gattung der Steinlinden (Phillyrea) innerhalb der Familie der Ölbaumgewächse (Oleaceae). Das Verbreitungsgebiet liegt in Europa, Vorderasien und Nordafrika.

## Beschreibung

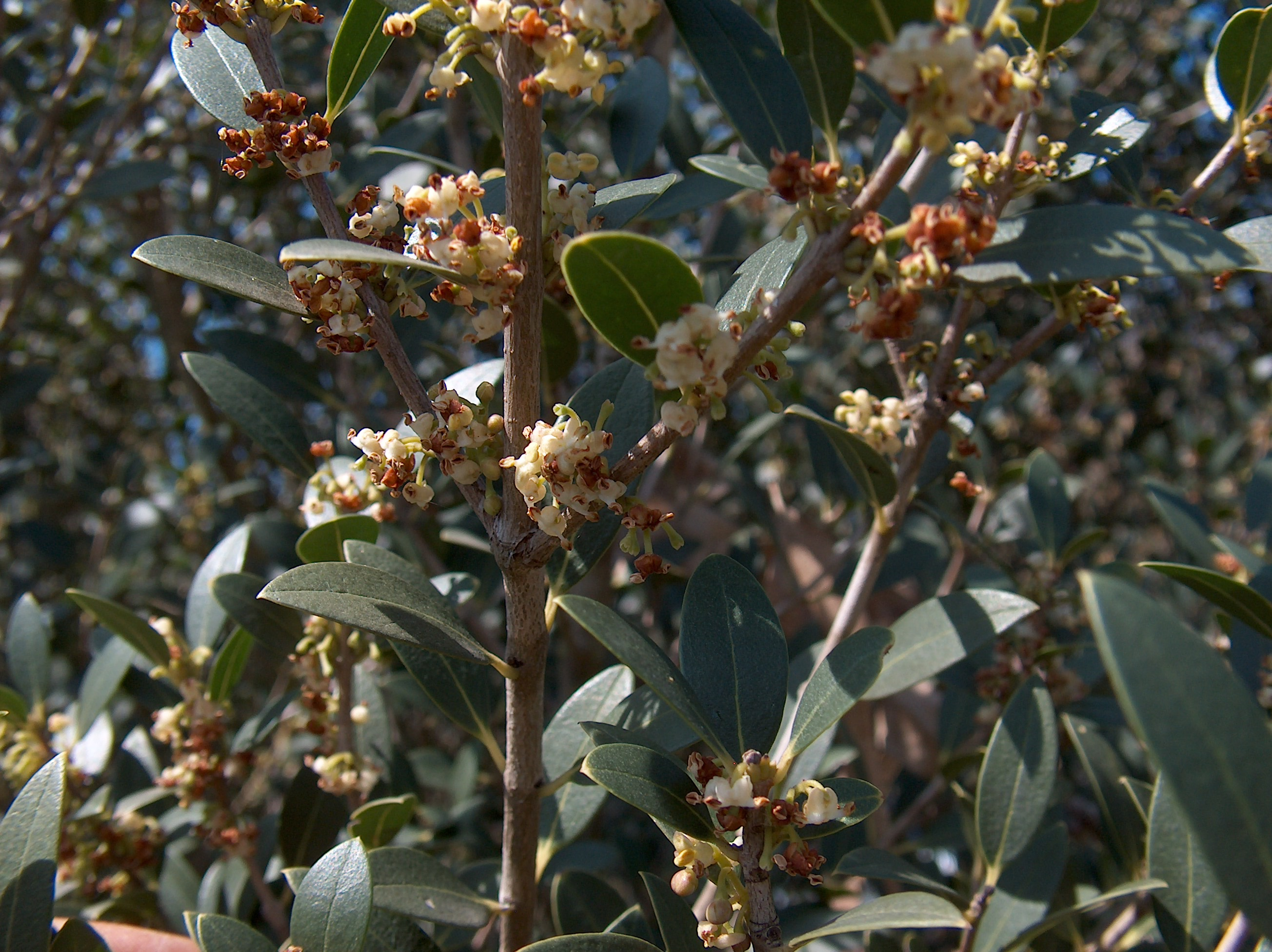
Blühende Zweige

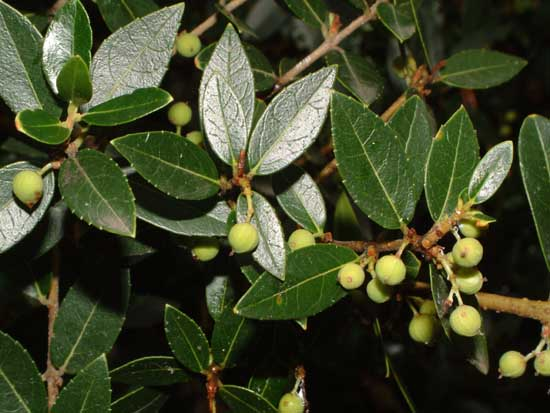
Zweige mit unreifen Früchten

### Vegetative Merkmale
Die Breitblättrige Steinlinde ist ein bis zu 5 selten auch bis 10 Meter hoher, immergrüner Strauch mit schwach flaumig behaarten jungen Trieben. Die Blätter stehen gegenständig und sind ledrig. Jugendblätter sind 2 bis 7 Zentimeter lang und 1 bis 4 Zentimeter breit, eiförmig-herzförmig bis ei-lanzettlich und mehr oder weniger gesägt oder gezähnt. Die Altersblätter sind 1 bis 6 Zentimeter lang und 0,4 bis 2 Zentimeter breit, ganzrandig oder fein gesägt. Die Blattoberseite ist dunkelgrün und glänzend, die Unterseite hellgrün mit behaartem Mittelnerv. Es werden sieben bis elf Nervenpaare gebildet, die im breiten Winkel zur Mittelrippe stehen.

### Generative Merkmale
Die Blüten sind in kleinen, achselständigen Trauben angeordnet. Der Kelch ist dünn, gelblich, hat dreieckige Zipfel und ist bis auf etwa drei Viertel der Länge eingeschnitten. Die Krone ist grünlich weiß. Die Früchte sind kugelige, 7 bis 10 Millimeter große, im reifen Zustand blauschwarze Steinfrüchte mit abfallenden Griffeln. Die Art blüht von März bis Mai.

## Vorkommen
Das natürliche Verbreitungsgebiet der Breitblättrigen Steinlinde liegt in Europa, Vorderasien und Nordafrika. Es gibt Fundortangaben für Algerien, Marokko, Tunesien, die Türkei, Zypern, Inseln in der Ägäis, Palästina und im Raum Syrien sowie Libanon, Griechenland, Italien, Frankreich, Portugal und Spanien.
Sie ist eine Charakterart der Macchie und wächst auch in lichten Wäldern auf mäßig trockenen bis frischen, schwach sauren bis alkalischen, lehmigen oder sandig-lehmigen oft kalkhaltigen, nährstoffreichen Böden an licht- bis halbschattigen Standorten. Die Breitblättrige Steinlinde ist wärmeliebend und nur mäßig frosthart. Sie steigt in den Cevennen bis in Höhenlagen von 700 Metern auf.

## Systematik
Die Erstveröffentlichung von Phillyrea latifolia erfolgte 1753 durch Carl von Linné in Species Plantarum, Tomus I, S. 8. Die als eigene Arten unter den Namen Phillyrea laevis oder Phillyrea media L. beschriebenen Sträucher werden der Breitblättrigen Steinlinde zugeordnet, diese Namen sind daher Synonyme von Phillyrea laevis Mill. ex Münchh.. Insgesamt führt R. Govaerts für diese Art etwa 180 Synonyme auf.
Die Breitblättrige Steinlinde (Phillyrea latifolia) ist eine von zwei Arten aus der Gattung der Steinlinden (Phillyrea) in der Tribus Oleeae innerhalb der Familie der Ölbaumgewächse (Oleaceae).

## Verwendung
Die Breitblättrige Steinlinde wird nur selten wirtschaftlich genutzt. Das Holz dient beispielsweise zu Drechslerarbeiten oder zur Herstellung von Holzkohle.

## Inhaltsstoffe
Rinde und Laubblätter enthalten Mannit und Phillyrin.

## Nachweise